# Who (Unix)
who – polecenie systemów operacyjnych typu Unix oraz Linux, które wypisuje aktualnie zalogowanych użytkowników i używane przez nich terminale.
W systemach używających oprogramowania GNU ten program jest w pakiecie GNU Coreutils.

## Przykłady
Format danych wyjściowych jest różny dla różnych systemów operacyjnych:
AIX
```
User   tty          login@       idle      JCPU      PCPU what
root   pts/2       09:26AM          0         0         0 who
```

Solaris
```
user19    pts/35       Apr 18 08:40    (localhost)
user28    pts/27       Apr 18 09:50    (localhost)
```

GNU/Linux
```
jsmith   pts/124       Apr 11 11:04 (localhost.localdomain)
pjones   pts/125       Apr 11 11:08 (localhost.localdomain)
```

HP-UX
```
mjones    pts/0        Apr 18 10:01  (localhost)
tlin      pts/2        Apr 17 15:17  (localhost)
```

OS X
```
jsare     console      Apr 18 09:50
jsare     ttyp1        Apr 18 10:01
admin     ttyp2        Apr 17 15:17
```